# Leporacanthicus
 (mars 2019).
Le contenu est difficilement compréhensible vu les erreurs de traduction, qui sont peut-être dues à l'utilisation d'un logiciel de traduction automatique.
Genre
Leporacanthicus est un genre de poissons chats (ordre Siluriformes) de la famille Loricariidae qui comprend quatre espèces d'Amérique du Sud.

## Description
L. joselimai croît d'environ 9,8 cm  et L. heterodon SL à environ 10,3 cm, tandis que L. galaxias croît d'environ 21,1 cm et L. triactis SL à environ 24,7 cm.

## Distribution
Le genre a été signalé dans la partie supérieure de l'Orénoque, de l'Est, au nord-coulant Amazon affluents, et la rivière Tocantins. L. galaxias originaire du sud des affluents de la moyenne et inférieur de l'Amazone, y compris Madère, Tocantins et Guamá Rivers, ainsi que dans le bassin de la rivière Ventuari de la partie supérieure de l'Orénoque drainage. L. heterodon habite le bassin de la rivière Xingu, au Brésil. L. joselimai est connu depuis le bassin de la Tapajós au Brésil. L. triactis est distribué dans la partie supérieure du bassin du fleuve Orinoco.[pas clair]

## Écologie
L. triactis a été trouvée dans des trous profonds dans la boue. L. galaxias provient des rapides.
Il a été émis l'hypothèse que l'élargissement de dents de la mâchoire supérieure sont utilisés pour enlever les escargots de leurs coquilles. Cela a été observé dans L. joselimai, mais les spécimens en provenance du Venezuela semble avoir beaucoup de mouches (Caddis) ainsi que des éponges d'eau douce dans l'intestin.[pas clair]

## En aquarium
Les espèces du genre Leporacanthicus sont appelées plecostumus vampire dans la littérature d'aquarium en référence à leur grande nagoire avec des epine caché caractéristiques du genre.  Ces espèces doivent être nourries d'invertébrés tels que des crustacés ou des mollusques, mais elles acceptent d'autres aliments. Ces poissons sont territoriaux. L. galaxias provient d'un environnement riche en oxygène et devrait être maintenue dans un habitat semblable. Ce poisson est discret la journée. La reproduction  a été accompli pour L. galaxias.

## Liste des espèces
Selon FishBase (28 octobre 2017) et ITIS (28 octobre 2017) :
- Leporacanthicus galaxias Isbrücker & Nijssen, 1989
- Leporacanthicus heterodon Isbrücker & Nijssen, 1989
- Leporacanthicus joselimai Isbrücker & Nijssen, 1989
- Leporacanthicus triactis Isbrücker, Nijssen & Nico, 1992